# Pelham (Massachusetts)
Pelham – miasto w Stanach Zjednoczonych, w stanie Massachusetts, w hrabstwie Hampshire.